# Rochetaillée-sur-Saône
Pour les articles homonymes, voir Rochetaillée.
Rochetaillée-sur-Saône est une commune française située dans la métropole de Lyon en région Auvergne-Rhône-Alpes.

## Géographie
La commune de Rochetaillée-sur-Saône est située en banlieue de Lyon, en bordure de la Saône sur la rive gauche.

### Climat
Pour des articles plus généraux, voir Climat d'Auvergne-Rhône-Alpes et Climat du Rhône.
En 2010, le climat de la commune est de type climat océanique dégradé des plaines du Centre et du Nord, selon une étude du Centre national de la recherche scientifique s'appuyant sur une série de données couvrant la période 1971-2000. En 2020, Météo-France publie une typologie des climats de la France métropolitaine dans laquelle la commune est dans une zone de transition entre le climat semi-continental et le climat de montagne et est dans la région climatique  Bourgogne, vallée de la Saône, caractérisée par un bon ensoleillement (1 900 h/an), un été chaud (18,5 °C), un air sec au printemps et en été et des vents faibles. 
Pour la période 1971-2000, la température annuelle moyenne est de 11,8 °C, avec une amplitude thermique annuelle de 17,9 °C. Le cumul annuel moyen de précipitations est de 796 mm, avec 9,4 jours de précipitations en janvier et 6,9 jours en juillet. Pour la période 1991-2020, la température moyenne annuelle observée sur la station météorologique de Météo-France la plus proche, « Lyon-Bron », sur la commune de Bron à 13 km à vol d'oiseau, est de 13,0 °C et le cumul annuel moyen de précipitations est de 820,8 mm,. Pour l'avenir, les paramètres climatiques de la commune estimés pour 2050 selon différents scénarios d'émission de gaz à effet de serre sont consultables sur un site dédié publié par Météo-France en novembre 2022.

## Urbanisme

### Typologie
Au 1er janvier 2024, Rochetaillée-sur-Saône est catégorisée ceinture urbaine, selon la nouvelle grille communale de densité à sept niveaux définie par l'Insee en 2022.
Elle appartient à l'unité urbaine de Lyon, une agglomération inter-départementale regroupant 123  communes, dont elle est une commune de la banlieue,,. Par ailleurs la commune fait partie de l'aire d'attraction de Lyon, dont elle est une commune de la couronne,. Cette aire, qui regroupe 397 communes, est catégorisée dans les aires de 700 000 habitants ou plus (hors Paris),.

### Occupation des sols
L'occupation des sols de la commune, telle qu'elle ressort de la base de données européenne d’occupation biophysique des sols Corine Land Cover (CLC), est marquée par l'importance des territoires artificialisés (57,6 % en 2018), une proportion identique à celle de 1990 (57,6 %). La répartition détaillée en 2018 est la suivante : 
zones urbanisées (57,6 %), zones agricoles hétérogènes (25,8 %), eaux continentales (14,8 %), forêts (1,8 %). L'évolution de l’occupation des sols de la commune et de ses infrastructures peut être observée sur les différentes représentations cartographiques du territoire : la carte de Cassini (XVIIIe siècle), la carte d'état-major (1820-1866) et les cartes ou photos aériennes de l'IGN pour la période actuelle (1950 à aujourd'hui).

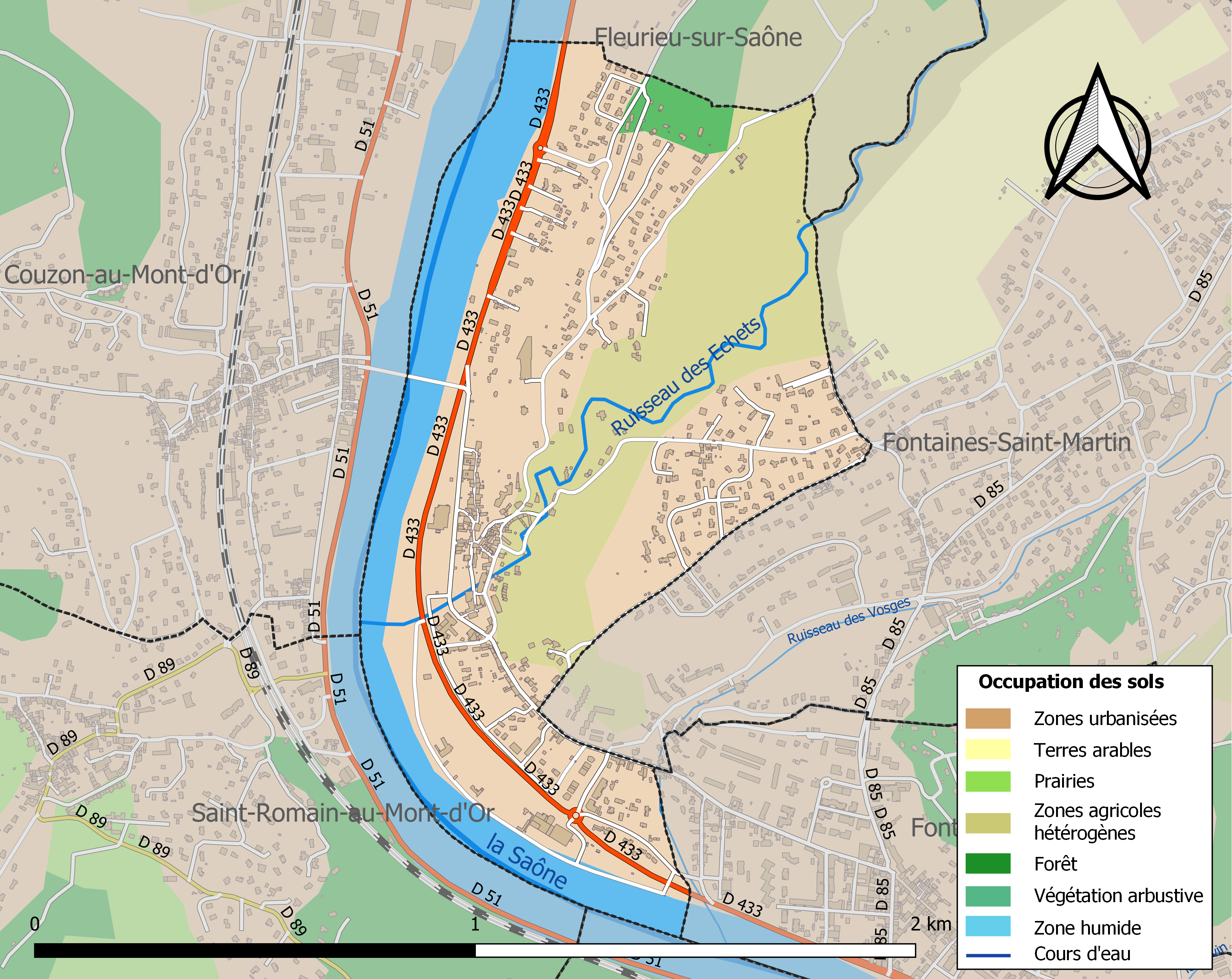
Carte des infrastructures et de l'occupation des sols de la commune en 2018 (CLC).

## Communes limitrophes
Sur la rive gauche de la Saône
- Fleurieu-sur-Saône
- Fontaines-Saint-Martin
- Fontaines-sur-Saône

Sur la rive droite de la Saône
- Couzon-au-Mont-d'Or (de l'autre côté du pont)
- Saint-Romain-au-Mont-d'Or
- Collonges-au-Mont-d'Or

## Toponymie
Connu d'abord comme Rupes-Scissa qui devient Rochitailla. Le 9 janvier 1965, Rochetaillée prend le nom de Rochetaillée-sur-Saône.

## Histoire

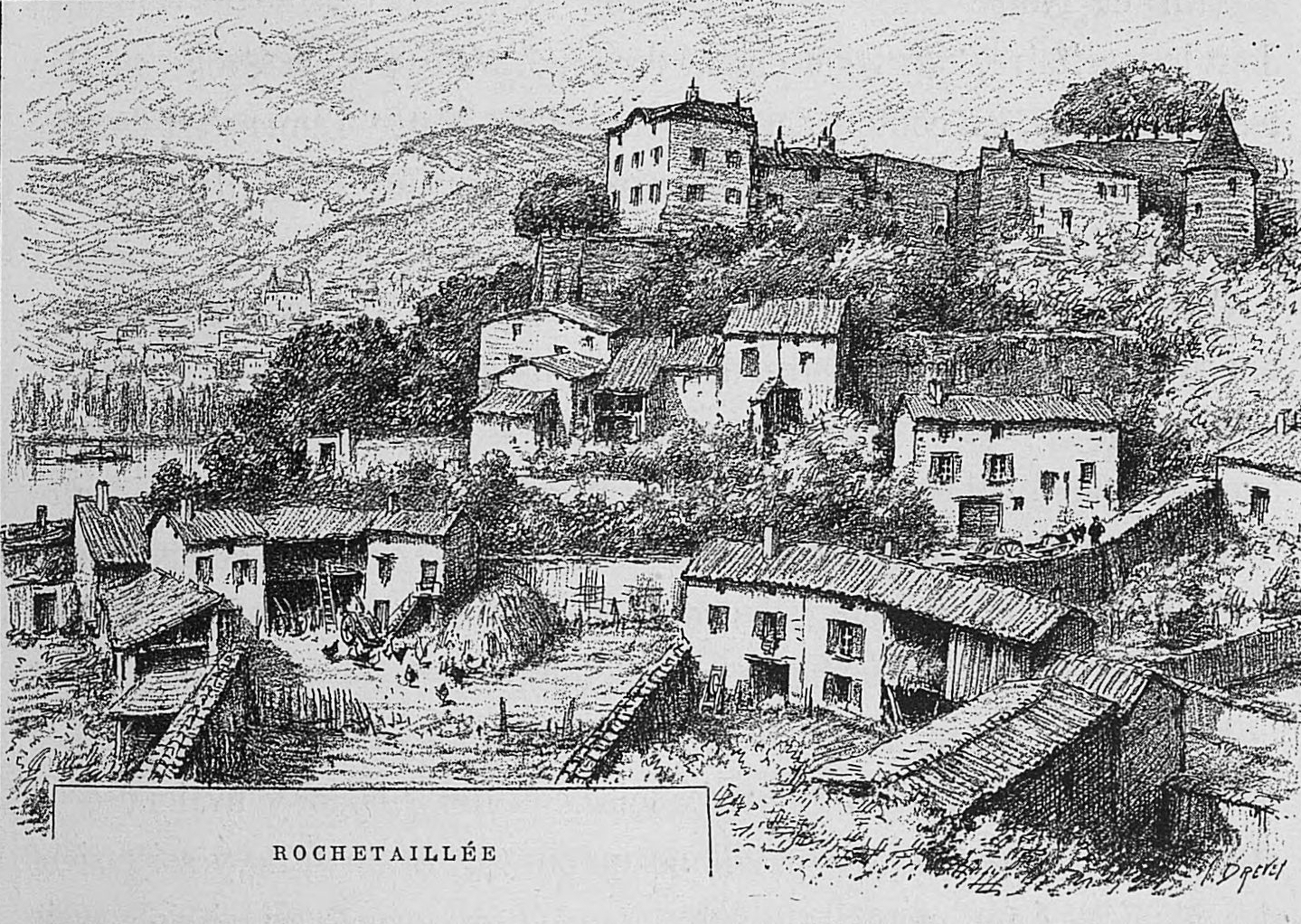
Vue de Rochetaillée-sur-Saône illustrée par Joannès Drevet (1854–1940).

Étienne II de Villars prend la seigneurie de Rochetaillée et fait bâtir le premier château au XIIe siècle. Il en fait don au Chapitre de Lyon en 1173. Au XIVe siècle, ce fief, situé en franc-Lyonnais, petit territoire bénéficiant d'une exemption fiscale, devient une obéance, forme de juridiction religieuse.
Lors d'une attaque des huguenots en 1562, le château est incendié. Dans la première moitié du XVIIe siècle, des fléaux s'abattent sur Rochetaillée la peste entre 1628 et 1629, puis les inondations, en 1636.
Au cours de la Révolution française, la commune, alors nommée simplement Rochetaillée, porte provisoirement le nom de Rochetaillée-sur-Saône puis retrouve son nom antérieur.
C'est en 1965 que la commune adopte le nom qu'elle avait reçu durant la Révolution.
Le Grand Lyon disparait le 1er janvier 2015, et laisse place à la collectivité territoriale de la métropole de Lyon. La commune quitte ainsi le département du Rhône.

## Politique et administration
| Période                                  | Période                        | Identité     | Étiquette | Qualité |
| ---------------------------------------- | ------------------------------ | ------------ | --------- | ------- |
| 2001                                     | 2014                           | Rita Spiteri | DVD       |         |
| 2014                                     | 2017                           | Michel Comte | DVD       |         |
| 24 juin 2017                             | En cours (au 12 décembre 2017) | Éric Vergiat |           |         |
| Les données manquantes sont à compléter. |                                |              |           |         |

## Population et société

### Démographie
L'évolution du nombre d'habitants est connue à travers les recensements de la population effectués dans la commune depuis 1793. Pour les communes de moins de 10 000 habitants, une enquête de recensement portant sur toute la population est réalisée tous les cinq ans, les populations de référence des années intermédiaires étant quant à elles estimées par interpolation ou extrapolation. Pour la commune, le premier recensement exhaustif entrant dans le cadre du nouveau dispositif a été réalisé en 2005.

En 2022, la commune comptait 1 546 habitants, en évolution de +1,84 % par rapport à 2016 (Rhône : +3,93 %, France hors Mayotte : +2,11 %).
| 1793 | 1800 | 1806 | 1821 | 1831 | 1836 | 1841 | 1846 | 1851 |
| ---- | ---- | ---- | ---- | ---- | ---- | ---- | ---- | ---- |
| 312  | 279  | 316  | 357  | 319  | 334  | 338  | 325  | 339  |

| 1856 | 1861 | 1866 | 1872 | 1876 | 1881 | 1886 | 1891 | 1896 |
| ---- | ---- | ---- | ---- | ---- | ---- | ---- | ---- | ---- |
| 334  | 352  | 343  | 345  | 370  | 425  | 376  | 333  | 346  |

| 1901 | 1906 | 1911 | 1921 | 1926 | 1931 | 1936 | 1946 | 1954 |
| ---- | ---- | ---- | ---- | ---- | ---- | ---- | ---- | ---- |
| 377  | 372  | 349  | 411  | 439  | 511  | 433  | 476  | 600  |

| 1962 | 1968 | 1975 | 1982 | 1990 | 1999  | 2005  | 2006  | 2010  |
| ---- | ---- | ---- | ---- | ---- | ----- | ----- | ----- | ----- |
| 682  | 723  | 764  | 779  | 903  | 1 134 | 1 256 | 1 264 | 1 525 |

| 2015  | 2020  | 2022  | - | - | - | - | - | - |
| ----- | ----- | ----- | - | - | - | - | - | - |
| 1 506 | 1 540 | 1 546 | - | - | - | - | - | - |

### Enseignement
Rochetaillée-sur-Saône est située dans l'académie de Lyon.

### Environnement

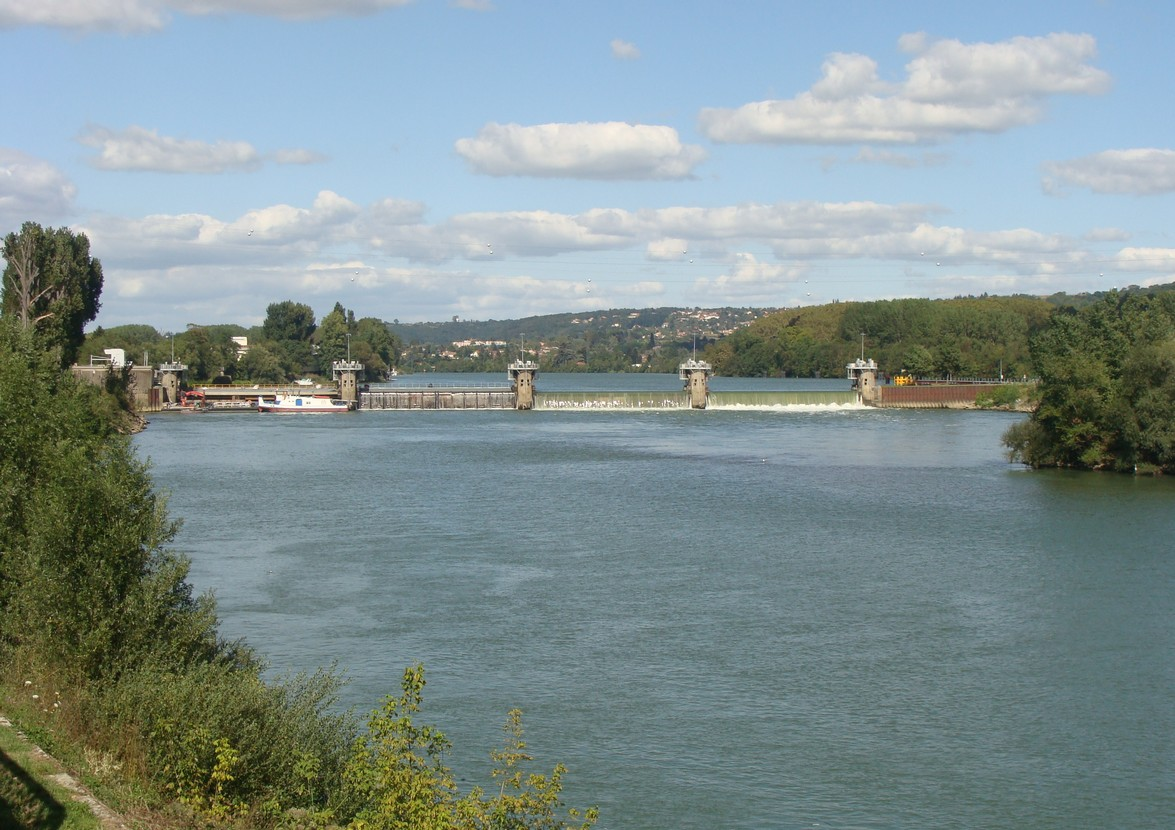
Le barrage vu de l'aval.

#### Hydrographie
En 1867, le barrage de Rochetaillée-Couzon régulant le cours de la Saône est mis en fonction. Une écluse située du côté de Rochetaillée permet le passage des péniches et des bateaux de plaisance.
En septembre 2010, une passe à castors a été inaugurée pour permettre à cet animal de repeupler la Saône en amont du barrage qui bloquait sa progression.

## Économie
Bien que Rochetaillée-sur-Saône soit la commune la plus petite du Grand Lyon, on y retrouve deux supermarchés, dont 1 drive installé sur les nouvelles Rives de Saône. Grâce à son positionnement en tant que Carrefour du Val de Saône, la commune est un passage obligé pour des dizaines de milliers de personnes se rendant sur Lyon ou revenant de leur journée de travail.
Un marché se tient face à la Mairie une fois par semaine, avec des producteurs locaux. La commune peut être divisée économiquement en deux quartiers : le centre et les rives de Saône. Le centre possède un bureau de tabac et un cordonnier, un des derniers du Val De Saône. Plusieurs artisans sont présents dans le centre. Selon L'INSEE, en 2019 on dénombre 133 entreprises installées à Rochetaillée-sur-Saône, dont 75 % sont spécialisées dans le commerce et le transport.

## Lieux et monuments
- Château de Rochetaillée-sur-Saône qui possède un musée de l'automobile, créé à l'origine par Henri Malartre.

## Héraldique
| Blason de Rochetaillée-sur-Saône | Blason  | De gueules à la bande d’azur* chargée de trois dauphins d’argent.                                                                     |
| Blason de Rochetaillée-sur-Saône | Détails | * Il y a là non-respect de la règle de contrariété des couleurs : ces armes sont fautives (azur sur gueules, interdit en héraldique). |

## Personnalités liées à la commune

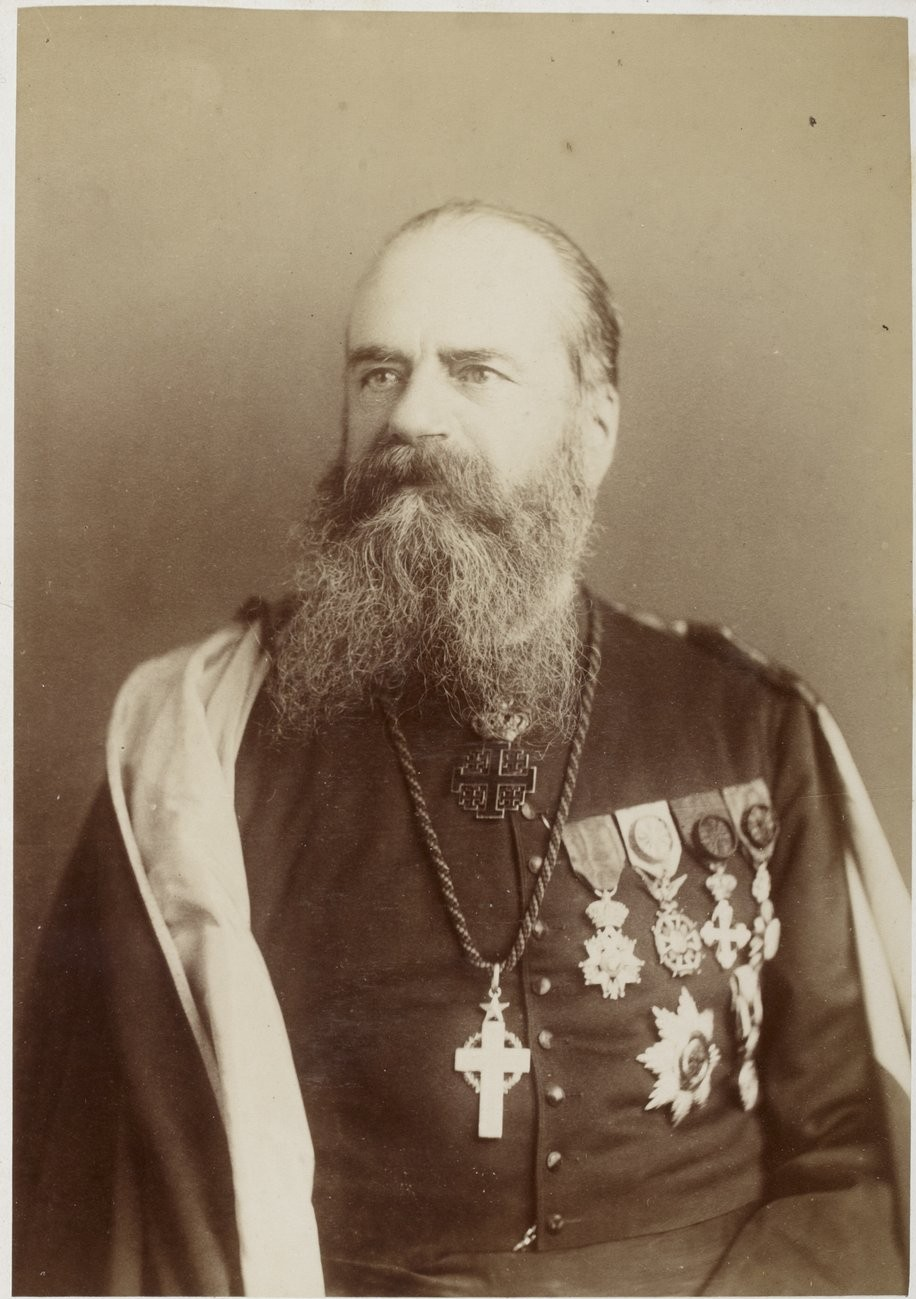
Emmanuel Domenech en 1884.

- Emmanuel Domenech, né à Rochetaillée-sur-Saône le 4 novembre 1825 et mort à Lyon le 7 septembre 1903, missionnaire français.
- Pierre Dupont, poète et chansonnier lyonnais, qui a vécu à Rochetaillée-sur-Saône pendant son enfance.
- Jean-François Ferraton, artiste lyonnais qui y a installé son atelier.
- Jean Raine, poète, cinéaste  et peintre belge qui y a vécu à partir de 1968 et jusqu'à sa mort en 1986 (il avait installé son atelier dans le deuxième château, et l'école municipale de la ville porte son nom depuis 2004). Il y est enterré ainsi que sa femme Sanky Raine morte en 2021[25].